# Burg Mörsberg
Die Burg Mörsberg (französisch Château de Morimont) ist die Ruine einer Höhenburg im südlichen Elsass (Sundgau), die zwischen den französischen Gemeinden Oberlarg und Levoncourt im französisch-schweizerischen Grenzgebiet liegt. Seit dem 1. Oktober 1841 steht sie als Monument historique unter Denkmalschutz.
Der deutsche Name Mörsberg und die französische Variante Morimont sind etwa zeitgleich kurz nach Entstehung der Burg im 12. Jahrhundert aufgekommen und finden bis heute gleichermaßen Verwendung.

## Lage
Die Ruine der Spornburg liegt auf einem 532 Meter hohen Bergsporn und ist etwa 1,5 Kilometer in westlicher Richtung von Oberlarg entfernt, zu dessen Gemeindegrund sie heute gehört. Ihre Lage am nordwestlichen Ausläufer des Juras, etwa 40 Kilometer südwestlich von Mülhausen und 45 Kilometer westlich von Basel, macht sie zur südlichsten Burgruine des Elsass.
Der Zugang zur Ruine erfolgt von Oberlarg aus über einen Feldweg, der entlang eines Hofguts und einer Herberge, an dessen Stelle die Lage einer älteren Burganlage vermutet wird, zu den Resten des ehemaligen Torhauses und von dort aus direkt zur Burganlage führt.

## Geschichte

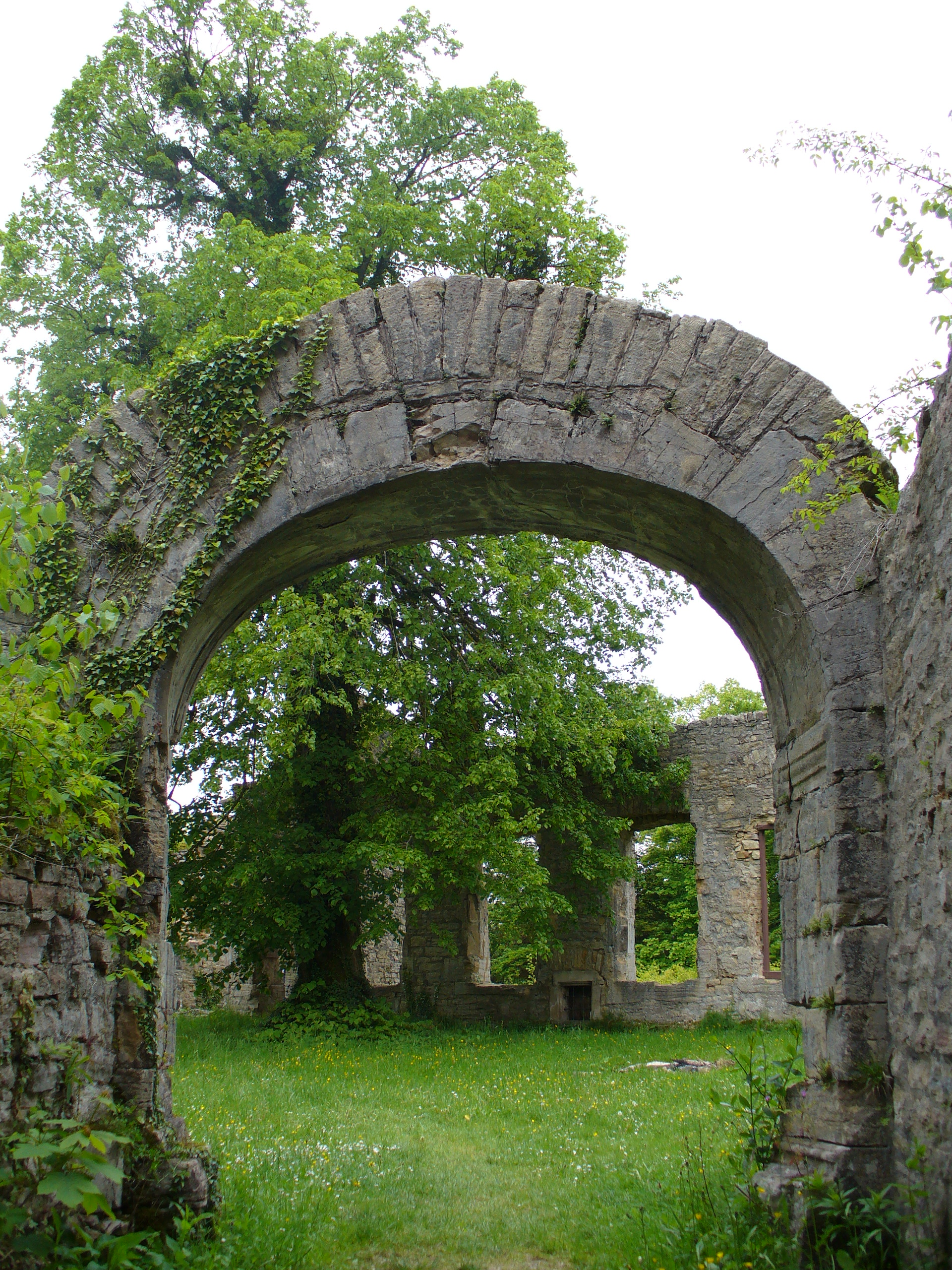
Innerer Torbogen mit Blick auf den Innenhof

### Die Burg im Mittelalter
Der genaue Entstehungszeitpunkt der Burg ist nicht bekannt. Höchstwahrscheinlich begann der Burgenbau ab Mitte des 12. Jahrhunderts durch Adalbert von Mörsberg, einem Angehörigen eines lokalen Adelsgeschlechtes, das als Ministerialen im Dienste der Grafen von Pfirt stand und sich fortan nach ihrem Stammsitz von Mörsberg nannte. Die Existenz einer älteren Anlage, die bereits im 8. Jahrhundert auf dem Gebiet entstanden sein soll, wird vermutet, kann jedoch nicht eindeutig belegt werden.

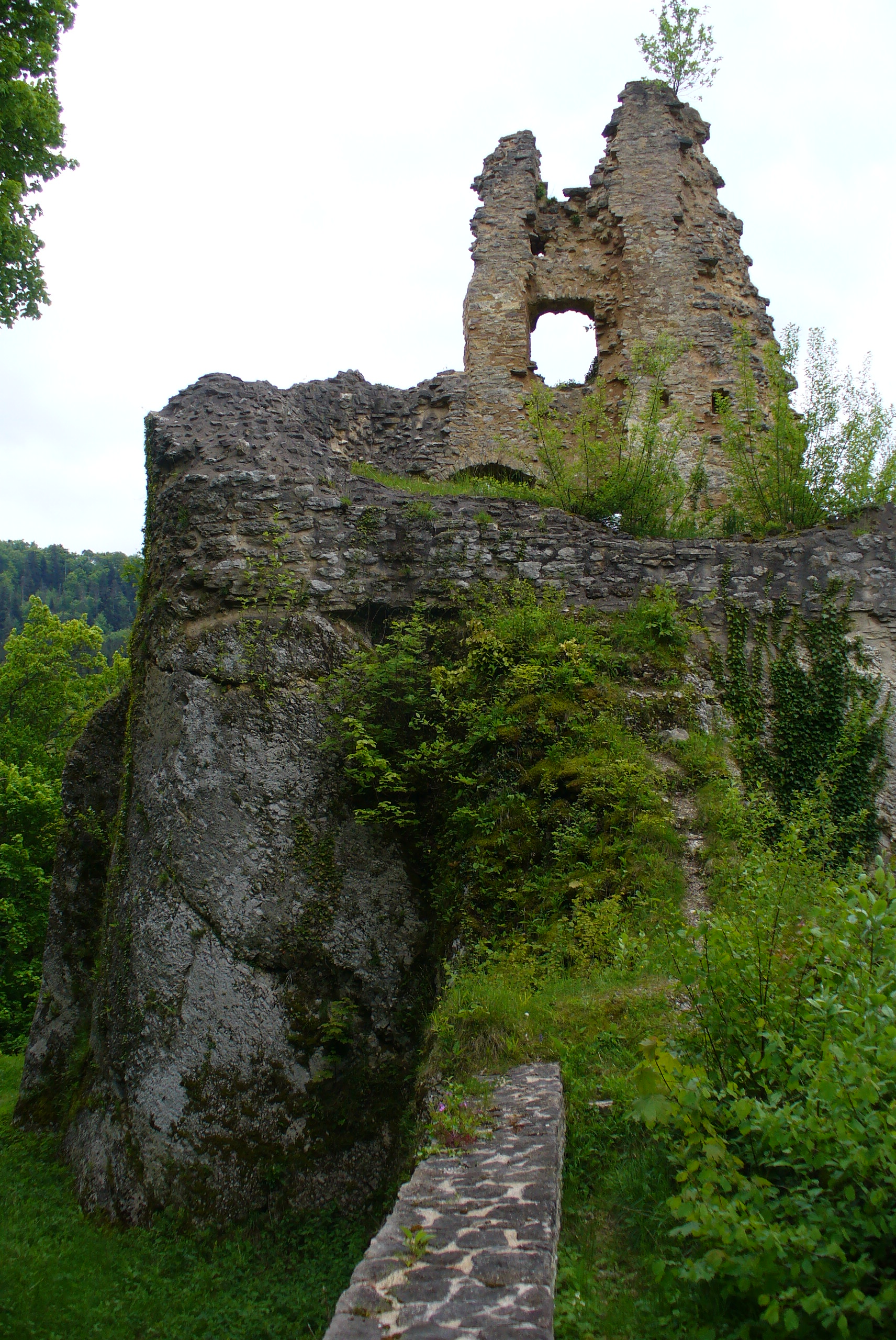
Der auf einem Felsvorsprung im Südosten errichtete Bergfried ist vermutlich der älteste erhaltene Teil der Burg.

Die erste gesicherte urkundliche Erwähnung der Herren von Mörsberg stammt aus dem Jahr 1183, als der Bischof von Basel einen Rechtsstreit zwischen Lütfried von Pfirt, Ulrich von Butingen und Heinricus und Walterus de Morsberc entschied. Die Burg selbst wird in Urkunden aus den Jahren 1241 und 1243 zum ersten Mal als pfirtisches Lehen erwähnt. Aus dem Jahr 1271 findet sich eine weitere Erwähnung in den Quellen, als die Herrschaft Pfirts an den Bischof von Basel verkauft wurde. Neue Lehnsherren fanden die Herren von Morimont mit dem Tod des letzten Grafen von Pfirt im Jahr 1324, dessen Erbe, darunter auch Burg Morimont an die Habsburger überging. Dieses Lehen wurde fortan bis in das 16. Jahrhundert erneuert.
1356 wurde Mörsberg, wie viele andere Burganlagen in der Region, beim Erdbeben von Basel schwer beschädigt und musste neu aufgebaut werden. Weitere verheerende Zerstörungen erfolgten durch eidgenössische Truppen in den Feldzügen von 1445 und 1468 durch den Sundgau, als sich Peter von Mörsberg auf österreichischer Seite gegen die Schweizer stellte.

### Festung und Schloss ab der Renaissance
Ab Mitte des 15. Jahrhunderts erlangten die Herren von Mörsberg durch verpfändete Lehen beträchtlichen finanziellen Wohlstand und stiegen als vorderösterreichische, später als kaiserliche Landvögte und durch Heiratspolitik auch politisch auf. Burgherr Caspar von Morimont wurde 1488 sogar in den Freiherrenstand durch Kaiser Friedrich III. erhoben. Vermutlich begünstigt durch die finanzielle Lage der Burgherren wurden seit Anfang des 16. Jahrhunderts umfangreiche Erneuerungen und Umbauten an der mittelalterlichen Burganlage vorgenommen, die exemplarisch für den Festungsbau in der Renaissance stehen.
Besonders die mächtigen Rondelle, die entlang des Mauerwerks in strategisch günstiger Lage an der Nord-, West- und Südseite errichtet wurden, verdeutlichen gut die Anpassung der Verteidigungsanlagen an die in dieser Zeit in Europa sich durchsetzende Kriegsführung mit Schießpulverartillerie und Handfeuerwaffen. Der tatsächliche Verteidigungswert der Anlagen kann jedoch bezweifelt werden, da sich die angreifbare Lage der Burg auf dem Bergsporn ab dieser Zeit auch als Schwachstelle erwies.
Neben den militärischen Ausbauten fanden ab dieser Zeit auch die Umbauten der ursprünglichen Burg zu einer schlossartigen Anlage statt, die neben dem militärischen Charakter auch der zeitgenössischen Repräsentation diente. Über die mit Skulpturen ausgeschmückte nördliche Fassade und die prächtige Ausstattung gibt noch die Mitte des 18. Jahrhunderts entstandene Chronik Miscellanea Luciscellensia Auskunft.
In der zweiten Hälfte des 16. Jahrhunderts schwand der Wohlstand der Mörsberger wieder. Wohl um Schulden zu begleichen, verkauften sie die Burg im Jahr 1582 an das spanischstämmige Adelsgeschlecht Ortenburg-Salamanca, aus deren Reihen Gabriel von Salamanca-Ortenburg, Generalschatzmeister und Hofkanzler von Erzherzog Ferdinand von Österreich, stammte. Im Laufe des Dreißigjährigen Kriegs wurde die Anlage von französischen Truppen besetzt. 1637 wurde sie von diesen in Brand gesetzt und dabei zerstört. Ein Wiederaufbau erfolgte nicht mehr. Im Jahr 1659 wurde das Gebiet um die Ruine durch König Ludwig XIV. an Robert de Vignacourt übertragen, der dort ein Hofgut und eine Herberge errichten ließ, die auch heute noch erhalten sind. Um 1670 erwarb Graf Friedrich von Ahlefeldt die Herrschaft. Nach der Französischen Revolution wurde die Burg völlig dem Verfall preisgegeben und Teile des Mauerwerks abgetragen.
1789 gingen die Ruinen und einer der zugehörigen Bauernhöfe auf die Familie Bruat über, und von dieser auf die Familie von M. Meyer in Genf, die 1866 als Besitzer genannt wurde.
Im Juli 1826 versammelten sich die schweizerischen Jura-Patrioten Xavier Stockmar, Louis Quiquerez und Olivier Seuret im Kellergewölbe der Ruine und leisteten den „Schwur von Morimont“, um eine Eigenständigkeit des Juras von Bern anzustreben. Die tatsächliche Loslösung des Kantons Jura von Bern erfolgte aber erst mehr als 150 Jahre später am 1. Januar 1979. Auf dieses Ereignis weist heute ein Hinweisschild am Burgfelsen hin.
Die Erfassung und Restaurierung der Burganlage begann ab 1864 durch den schweizerischen Heimatkundler Auguste Quiquerez.

## Beschreibung
Die von mehreren Gräben umfasste Ruine kann in eine obere Burg und in eine untere Burg unterteilt werden. Als obere Burg wird in Quellen und Literatur der auf dem südöstlichen Felskopf errichtete Bergfried bezeichnet, der die restliche Burg überragt und vermutlich den ältesten erhaltenen Teil der Anlage darstellt. Von dem einst etwa 16 Meter hohen Gebäude sind heute nur noch Reste der Grundmauern und Fensterlöcher zu erkennen, die für Besucher nicht mehr zugänglich sind.
Auch die untere Burg genannte restliche Burganlage befindet sich insgesamt in einem verfallenen Zustand. Dies liegt neben den Kriegszerstörungen auch am Baumaterial, da hauptsächlich Jurakalkstein verwendet wurde, der durch die Witterungsumstände im Lauf der Zeit korrodierte. Außerdem wurde die Ruine zeitweise als Steinbruch benutzt.
Durch die seit Mitte des 19. Jahrhunderts bis heute durchgeführten Restaurierungs- und Erhaltungsarbeiten sind jedoch weite Teile der ursprünglichen Anlage erhalten geblieben, während andere durch Renovierungsarbeiten ersetzt wurden. Hierzu zählen das Hauptportal mit seinen vorgeschobenen Wehranlagen sowie die insgesamt sieben Rundtürme, welche die Burg an der südlichen, westlichen und nördlichen Seite umfassen, während die Ostseite durch die künstlich geglättete Felsenlage geschützt war. Mit einem Durchmesser von 18 Metern und einer Mauerdicke von etwa sechs Metern, ist das Nordostrondell der mächtigste Turmbau der gesamten Burganlage. Eine Ausnahme zu den im 16. Jahrhundert errichteten Rondellen ist der südwestliche Schalenturm, der vermutlich bereits im 15. Jahrhundert entstanden ist und über einen achteckigen Grundriss verfügt.
Eine Besonderheit für die Burgen im Elsass stellt das gut erhaltene Kellergewölbe dar, das sich auf mehr als 50 Meter Länge erstreckt und unter den ehemaligen Wohnbauten der Anlage verlaufend vom nordöstlichen zum nordwestlichen Rondell führt.
Im Innenhof sind neben dem fünfeckigen Treppenturm, der als Aufgang zum südlichen Wohntrakt diente, nur wenige Mauerreste von Wirtschafts- und Wohngebäuden aus dem 16. Jahrhundert erhalten. Dazu kommen Reste eines Ziehbrunnens sowie die Aufbauten der Lichtschächte des Kellergewölbes. Nur noch an wenigen Stellen, wie der Unterseite des inneren Torbogens, sind Spuren der einst reichlich vorhandenen Verzierungen am Mauerwerk und den Rondellen zu erkennen.

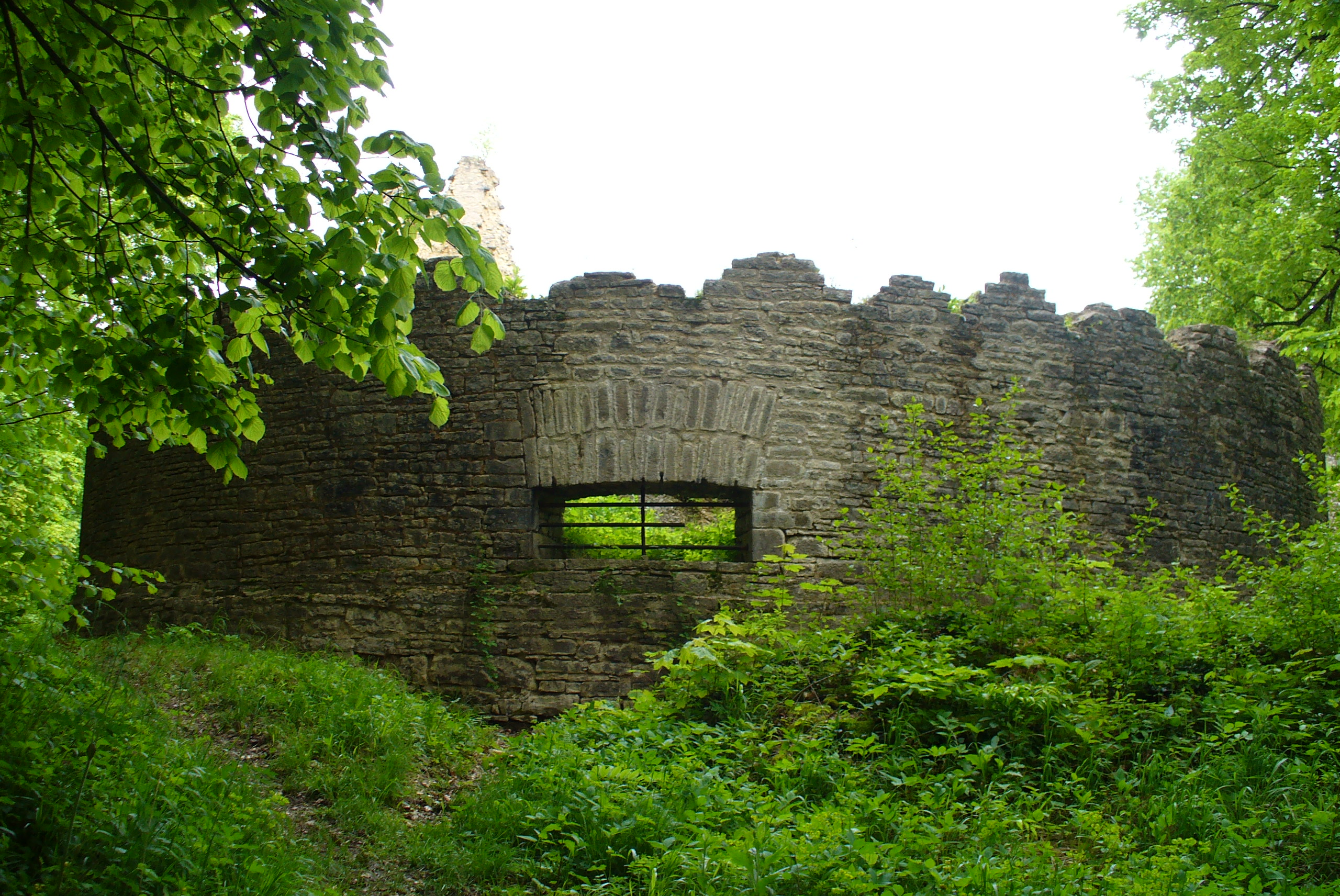
Reste des größten Rondells an der Nordostflanke
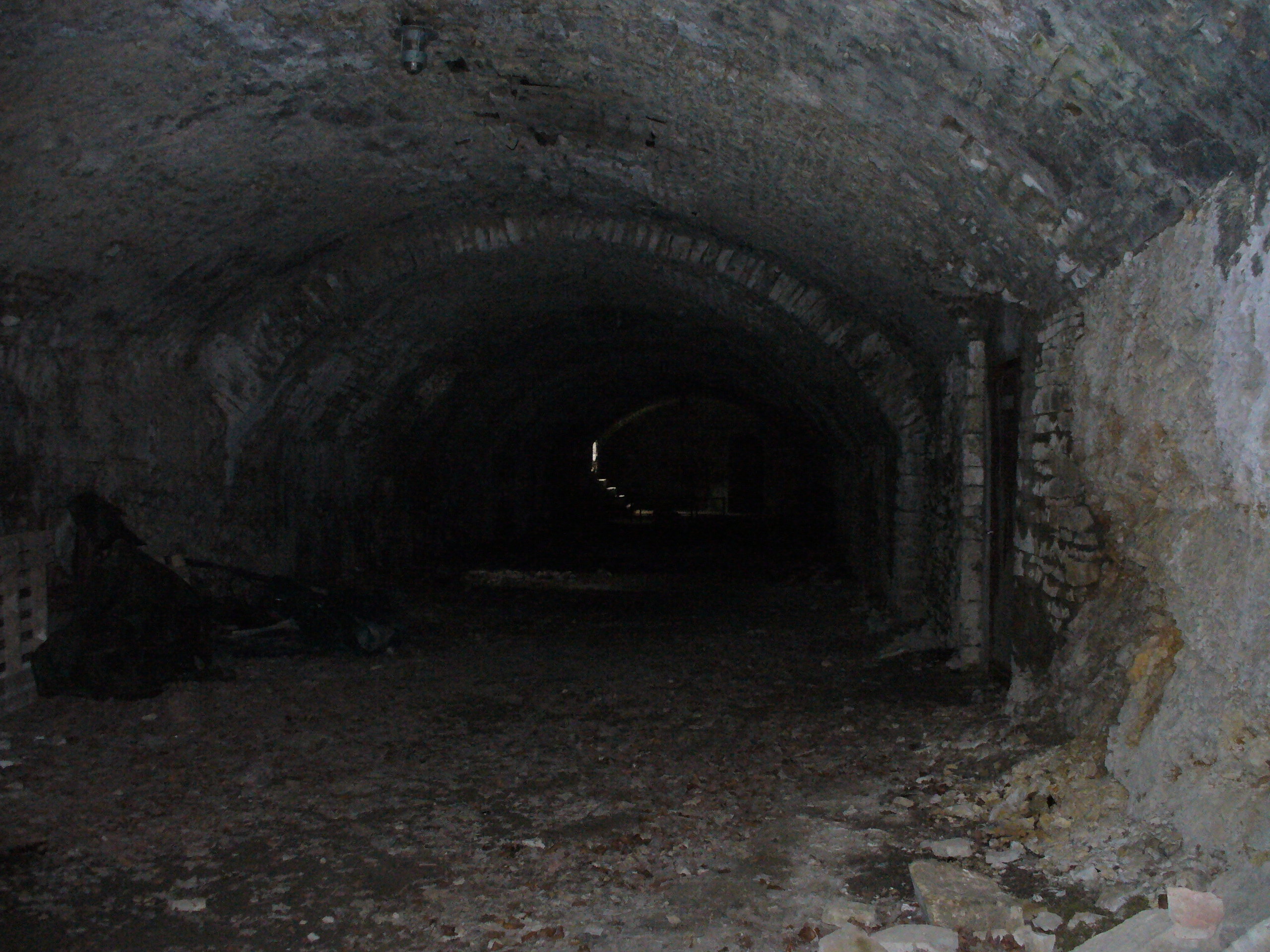
Das Kellergewölbe unterhalb der Ruine
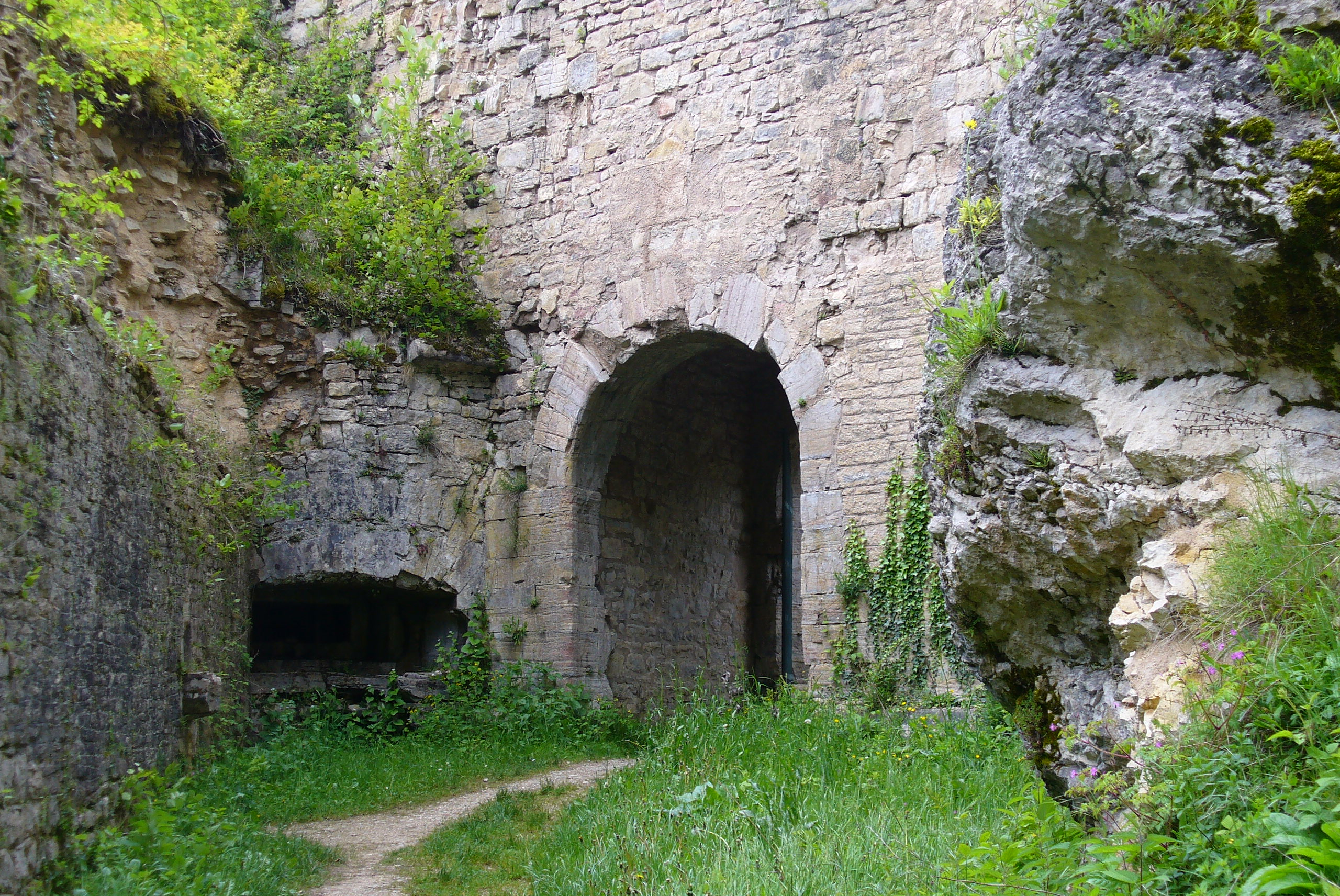
Haupttor mit vorgelagerter Wehranlage
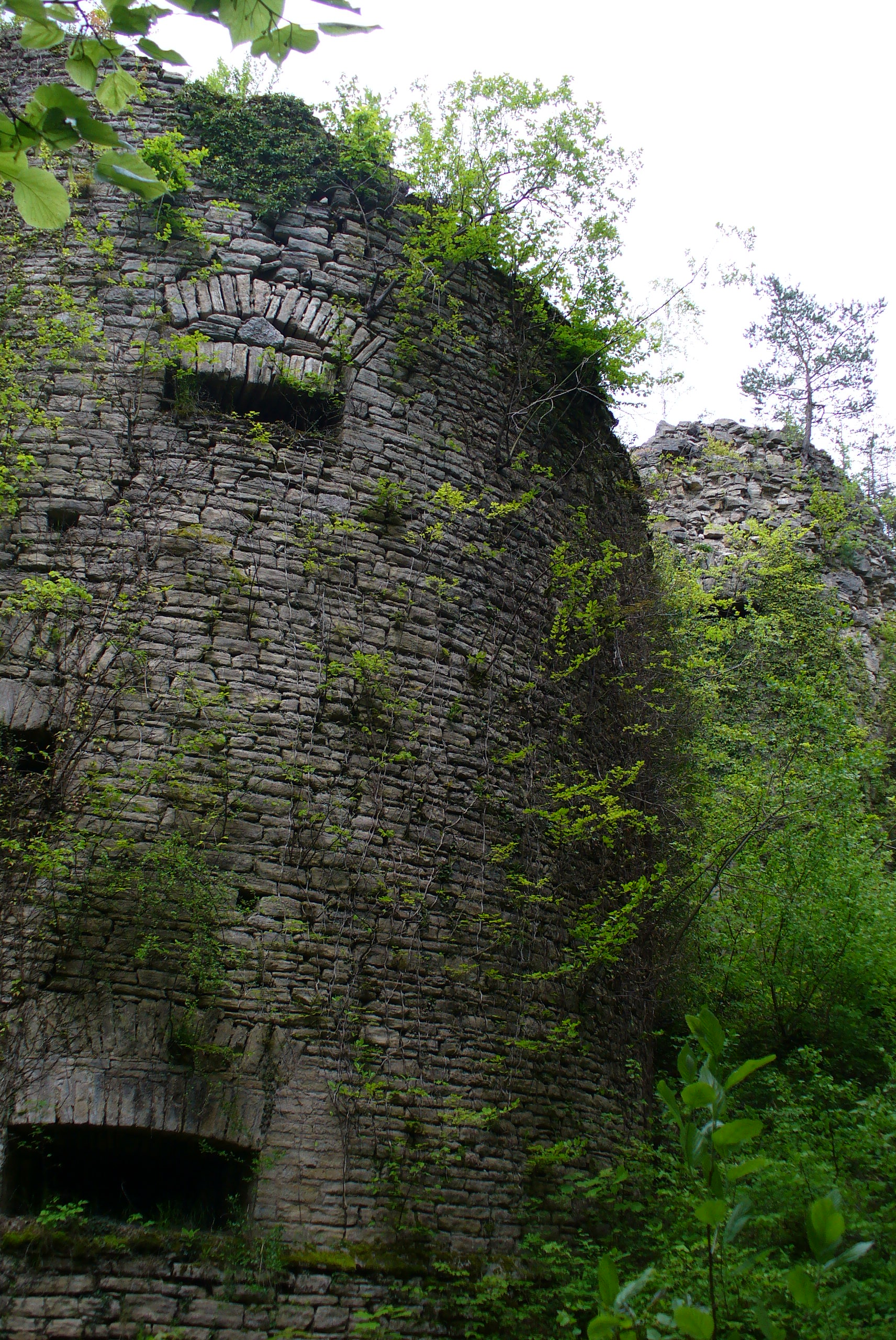
Rondell auf der Westseite